# Raffaello Martinelli

Bischofswappen von Raffaello Martinelli

Raffaello Martinelli (* 21. Juni 1948 in Villa d’Almé, Provinz Bergamo, Italien) ist ein italienischer Geistlicher und emeritierter römisch-katholischer Bischof von Frascati.

## Leben
Raffaello Martinelli studierte Katholische Theologie und Philosophie am Priesterseminar von Bergamo und am Päpstlichen Römischen Priesterseminar. Martinelli empfing am 8. April 1972 das Sakrament der Priesterweihe für das Bistum Bergamo. Martinelli wurde 1978 an der Päpstlichen Lateranuniversität in Rom mit einer pastoral-katechetischen Dissertation mit dem Titel „Rinnovamento psicopedagogico della pastorale giovanile: ricerche e orientamenti“ („Psychologische Erneuerung der Jugendpastoral: Forschung und Leitlinien“) zum Doktor der Theologie promoviert. 1979 wurde er an der Università Cattolica del Sacro Cuore in Mailand im Fach Pädagogik promoviert.
Von 1974 bis 1979 war Raffaello Martinelli Domvikar an der Kathedrale von Bergamo. Anschließend war Martinelli bis 1980 Pfarrer der Pfarrei Santa Maria delle Grazie. 1980 wurde er Mitarbeiter der Kongregation für die Glaubenslehre. Raffaello Martinelli war Koordinator der Vorbereitungsarbeiten für den Katechismus der Katholischen Kirche. Danach war er Koordinator und Redakteur im Sekretariat für die Vorbereitung des Kompendiums des Katechismus der Katholischen Kirche. Zudem war Martinelli von 1980 bis 1986 Pfarrer der Pfarrei Natività in Rom. Am 27. Januar 1986 verlieh ihm Papst Johannes Paul II. den Ehrentitel Kaplan Seiner Heiligkeit (Monsignore). 1987 wurde Raffaello Martinelli Rektor des Collegio Ecclesiastico Internazionale „San Carlo“ in Rom und Primicerius der Basilika Sant’Ambrogio e Carlo al Corso. Am 9. Januar 1999 wurde Martinelli zum Büroleiter in der Kongregation für die Glaubenslehre berufen. Am 10. Juli 1999 verlieh ihm Johannes Paul II. den Titel Ehrenprälat Seiner Heiligkeit.
Am 2. Juli 2009 ernannte ihn Papst Benedikt XVI. zum Bischof von Frascati. Die Bischofsweihe spendete ihm Benedikt XVI. am 12. September desselben Jahres im Petersdom; Mitkonsekratoren waren Kardinalstaatssekretär Tarcisio Bertone SDB und der Präfekt der Kongregation für die Glaubenslehre, William Joseph Kardinal Levada.
Am 22. Dezember 2009 berief ihn Benedikt XVI. zum Mitglied der Kongregation für die Selig- und Heiligsprechungsprozesse. Auf Einladung Martinellis feierte Benedikt XVI. am 15. Juli 2012 eine Messe auf der Piazza San Pietro in Frascati.
Papst Franziskus nahm am 12. September 2023 seinen altersbedingten Rücktritt an.

## Werke (Auswahl)
- Note di pastorale catechistica, Rom 1985
- Missione inculturata, Rom 1987
- Incontro al Catechismo della Chiesa Cattolica, Rom 1998
- Frammenti di sintesi teologica-schemi catechistici, Rom 2000
- L’Eucaristia: dono incomparabile di Dio agli uomini, Zauli, Rom 2006, ISBN 88-86441-17-7
- Catechesi dialogica su argomenti di attualità, Zauli, Rom 2006, ISBN 88-86441-18-5
- La Confessione – Il sacramento dell’Amore misericordioso di Dio Padre, Zauli, Rom 2007, ISBN 88-86441-28-2
- L’Eucaristia, Pane di Vita Eterna, Zauli, Rom 2007, ISBN 88-86441-45-2
- Cinquanta argomenti di attualità. Frammenti di verità cattolica, Libreria Editrice Vaticana, Città del Vaticano 2008, ISBN 88-209-8081-9
- Sacramento della confessione. Con quaderno didattico, Libreria Editrice Vaticana, Città del Vaticano 2009, ISBN 88-209-8178-5
- Quale amore? Catechesi dialogica per giovani, fidanzati, sposi, Libreria Editrice Vaticana, Città del Vaticano 2009, ISBN 978-88-209-8208-9